# تیساپوشپوکی
تیساپوشپوکی (به مجاری:  Tiszapüspöki) یک منطقهٔ مسکونی در مجارستان است که در ناحیه توروک‌سنت‌میکلوش واقع شده‌است. تیساپوشپوکی ۳۷٫۴۵ کیلومتر مربع مساحت و ۲٬۰۷۵ نفر جمعیت دارد.